# Остерц, Милан
Ми́лан О́стерц (словен. Milan Osterc; род. 4 июля 1975, Мурска-Собота) — словенский футболист, нападающий.

## Биография
Много лет выступал за клубы Словении, а также играл в чемпионатах Испании, Израиля, Франции, Турции, Греции, Австрии.
Получил известность в Израиле, забив семь мячей за «Хапоэль» (Тель-Авив) в Кубке УЕФА сезона-2001/02. Израильская команда тогда пробилась в 1/4 финала престижного европейского турнира. Милан забил важные голы в ворота «Челси», «Пармы» и московского «Локомотива».
В чемпионатах Словении за свою карьеру забил 106 голов. По состоянию на декабрь 2017 года занимает пятое место в списке лучших бомбардиров за всю историю.
Остерц сыграл 44 матча за сборную Словении. Принимал участие в Евро-2000 и Кубке мира 2002 года.
1 сентября 2001 года Остерц забил гол в ворота сборной России в матче, в котором словенцы победили 2:1. Однако матч запомнился тем, что на последней минуте игры судья Грэм Полл якобы за фол Вячеслава Даева на том же Остерце назначил пенальти в ворота россиян, вызвавшее грандиозное возмущение в российском футболе. Сам Остерц утверждал, что пенальти не было.

## Стиль игры
Остерц играл на позиции центрального нападающего и относился к форвардам таранного типа за счёт своей комплекции. Отсутствие филигранной техники он компенсировал своей физической мощью и упорством в борьбе.